# Neolarra vigilans
Neolarra vigilans là một loài Hymenoptera trong họ Apidae. Loài này được Cockerell mô tả khoa học năm 1895.